# 富野町
富野町（とみのちょう）は、青森県弘前市の地名。郵便番号は036-8174。2017年6月1日現在の人口は491人、世帯数は330世帯。

## 地理
- 青森県道127号石川土手町線の東側の町。西北から北にかけて富田、北東は御幸町、東は大富町、東南から南にかけて富田町に接して、県道をはさんだ東側一帯は文京町（弘前大学）である。

- また、大富町と同様、弘前大学・弘前学院大学・柴田学園大学が近いため、学生のアパート・下宿が多い。

## 歴史

### 沿革
- 1956年（昭和31年） - 富田町・富田・大富町から分離、富野町になる。

### 地名の由来
- かつての富田町の字名の富野から。

## 施設

### 教育
- 弘前大学教育学部附属特別支援学校

### 医療
- 国立病院機構弘前病院
- 小林ひ尿器科
- 富野町内科医院

### 福祉
- ホームヘルプサービスセンター

### 商業
- ミニストップ弘大前店
- 熊谷ドライ
- (有)ダイドー警備

## 小・中学校の学区
市立小・中学校に通う場合、学区は以下の通りとなる。
| 町丁   | 番・番地 | 小学校                 | 中学校             |
| ------ | -------- | ---------------------- | ------------------ |
| 富野町 | 全域     | 弘前市立第三大成小学校 | 弘前市立第三中学校 |

## 交通
- 弘南バス

弘大農生科学部前、弘前大学前（弘前駅 - 小栗山線、他）停留所。